# Moda

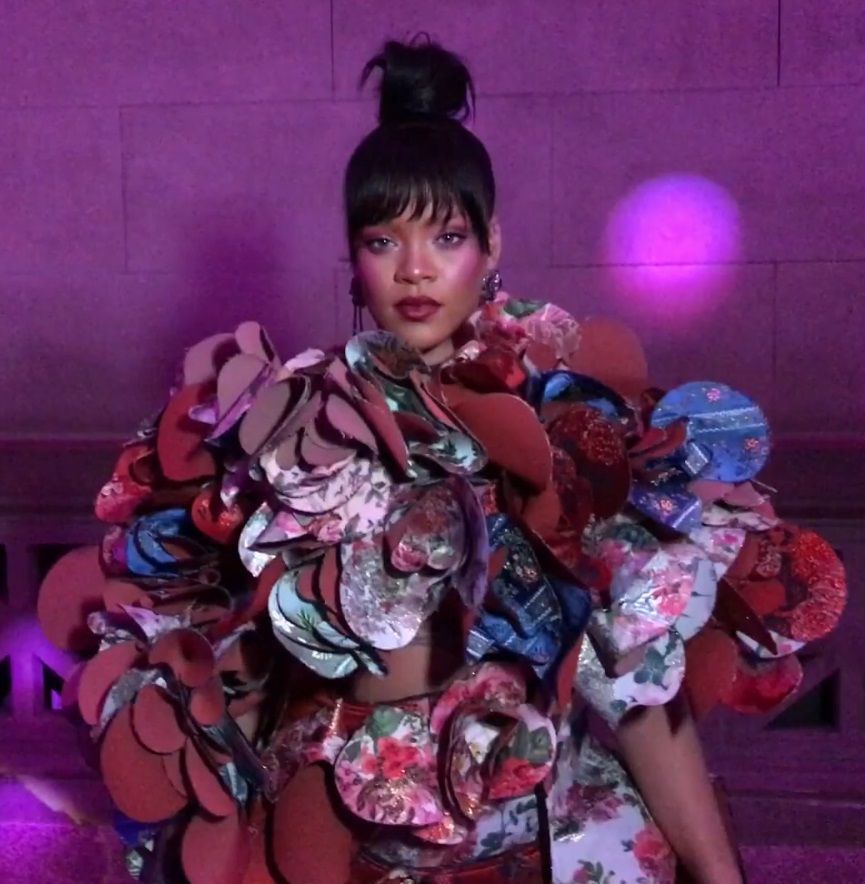
Rihanna em 2017 no Met Gala em Manhattan, amplamente considerado o evento de moda de alta-costura mais prestigiado do mundo, onde o tema foi "Rei Kawakubo/Comme des Garçons: Art of the In-Between"

Moda é uma forma de autoexpressão e autonomia em um determinado período e lugar e em um contexto específico, de roupas, calçados, estilo de vida, acessórios, maquiagem, penteado e postura corporal.
Dado o aumento da produção em massa de commodities e roupas a preços mais baixos e alcance global, a sustentabilidade tornou-se uma questão urgente entre políticos, marcas e consumidores.

## Definições
A palavra francesa mode, que significa "moda", data de 1482, porém existem outras palavras relacionadas a conceitos de estilo e apelo que antecedem esse termo. No francês antigo dos séculos XII e XIII, o conceito de elegância começa a aparecer no contexto das preferências aristocráticas para realçar a beleza e exibir refinamento, e cointerie, a ideia de tornar-se mais atraente para os outros pelo estilo ou artifício na aparência e no vestuário, aparece em um poema do século XIII de Guilherme de Lorris aconselhando os homens que "roupas e acessórios bonitos melhoram bastante um homem".
A estudiosa da moda Susan B. Kaiser afirma que todos são "forçados a aparecer", sem mediação diante dos outros. Todos são avaliados por seu traje, e a avaliação inclui a consideração de cores, materiais, silhueta e como as roupas aparecem no corpo. Roupas idênticas em estilo e material também parecem diferentes dependendo da forma do corpo do usuário, ou se a roupa foi lavada, dobrada, consertada ou é nova.
A palavra moda é definida de várias maneiras diferentes, e sua aplicação às vezes pode não ser clara. Embora o termo conote diferença, como em "as novas modas da estação", também pode conotar mesmice, como em referência às "modas dos anos 1960", implicando uma uniformidade geral. Moda também pode significar as últimas tendências, mas muitas vezes pode fazer referência a modas de uma época anterior, levando ao reaparecimento de modas de um período de tempo diferente. Enquanto "o que está na moda" pode ser definido por uma elite estética relativamente insular, estimada e muitas vezes rica que torna um visual exclusivo, como casas de moda e alta-costura, esse 'visual' é frequentemente projetado puxando referências de subculturas e grupos sociais que não são considerados de elite e, portanto, excluídos de fazer a distinção do que é moda.
Enquanto uma tendência muitas vezes conota uma expressão estética peculiar, muitas vezes durando menos que uma estação e sendo identificável por extremos visuais, a moda é uma expressão distinta e apoiada pela indústria tradicionalmente ligada à temporada e às coleções da moda. O estilo é uma expressão que dura muitas estações e está frequentemente ligada a movimentos culturais e marcadores sociais, símbolos, classe e cultura (como o barroco e o rococó). Segundo o sociólogo Pierre Bourdieu, a moda conota "a última diferença."
Embora os termos moda, vestuário e traje sejam frequentemente usados juntos, a moda difere de ambos. Vestuário descreve o material e a vestimenta técnica, desprovida de qualquer significado ou conexão social; traje passou a significar fantasias ou disfarces. A moda, ao contrário, descreve o sistema social e temporal que influencia e "ativa" o vestuário como um significante social em um determinado tempo e contexto. O filósofo Giorgio Agamben conecta a moda ao conceito qualitativo grego antigo de kairos, significando "o momento certo, crítico ou oportuno", e revestindo o conceito quantitativo de chronos, a personificação do tempo cronológico ou sequencial.
Embora algumas marcas exclusivas possam reivindicar o rótulo de alta-costura, o termo é tecnicamente limitado aos membros da Chambre Syndicale de la Haute Couture em Paris. A alta-costura é mais aspiracional; inspirado na arte e na cultura e, na maioria dos casos, reservado à elite econômica.
A moda também é uma fonte de arte, permitindo que as pessoas exibam seus gostos e estilos únicos. Diferentes estilistas são influenciados por estímulos externos e refletem essa inspiração em seus trabalhos. Por exemplo, os jeans 'verdes manchados' da Gucci podem parecer uma mancha de grama, mas para outros, eles exibem pureza, frescor e verão.
A moda é única, autorrealizável e pode ser uma parte fundamental da identidade de alguém. Assim como na arte, o objetivo das escolhas de moda de uma pessoa não é necessariamente agradar a todos, mas ser uma expressão de gosto pessoal. O estilo pessoal de uma pessoa funciona como uma "formação social sempre combinando dois princípios opostos. É uma maneira socialmente aceitável e segura de se distinguir dos outros e, ao mesmo tempo, satisfaz a necessidade do indivíduo de adaptação social e imitação." Embora o filósofo Immanuel Kant acreditasse que a moda "não tem nada a ver com julgamentos genuínos de gosto", sendo, em vez disso, "um caso de imitação irrefletida e 'cega", o sociólogo Georg Simmel pensava na moda como algo que "ajudava a superar a distância entre um indivíduo e sua sociedade".

## História
As trocas de roupa frequentemente ocorriam em momentos de mudança econômica ou social, como ocorreu na Roma Antiga e no califado medieval, seguido de um longo período sem mudanças significativas. Na Espanha mourisca do século VIII , o músico Ziriabe introduziu estilos de roupas sofisticados de Córdova baseados em modas sazonais e diárias de sua cidade natal, Bagdá, modificados por sua inspiração. Mudanças semelhantes na moda ocorreram no século XX no Oriente Médio após a chegada dos turcos, que introduziram estilos de roupas da Ásia Central e do Extremo Oriente.

### Orientalismo e imperialismo ocidental
Os primeiros viajantes ocidentais que visitaram a Índia, a Pérsia, a Turquia ou a China costumavam comentar sobre a ausência de mudanças na moda nesses países. Em 1609, o secretário do xogum japonês se gabou de forma imprecisa para um visitante espanhol que o vestuário japonês não haviam mudado em mais de mil anos.(312–313) No entanto, essas concepções de roupas não-ocidentais passando por pouca, ou nenhuma, evolução são geralmente consideradas falsas; por exemplo, há evidências consideráveis na China Ming de mudanças rápidas na moda em roupas chinesas. Na China imperial, as roupas não eram apenas uma personificação de liberdade e conforto ou usadas para cobrir o corpo ou proteger contra o frio ou usadas para fins decorativos; também era regulado por fortes leis suntuárias baseadas em um estrito sistema de hierarquia social e no sistema ritual da sociedade chinesa.(14–15) Esperava-se que as pessoas se vestissem de acordo com seu sexo, status social e ocupação; o sistema de vestimentas chinês havia clareado a evolução e variado em aparência em cada período da história. (14–15) No entanto, a moda chinesa antiga, como em outras culturas, era um indicador das condições socioeconômicas de sua população; para os estudiosos confucionistas, no entanto, a mudança de moda era frequentemente associada à desordem social trazida pela rápida comercialização.(p204) Roupas que experimentaram mudanças rápidas na moda na China antiga foram registradas em textos chineses antigos, onde às vezes eram referidas como shiyang, "estilos contemporâneos", e eram associadas ao conceito de fuyao, "vestido ultrajante",(p44) que normalmente tem uma conotação negativa. Mudanças semelhantes nas roupas podem ser vistas nas roupas japonesas entre o período Genroku e os últimos séculos do período Edo (1603–1867), durante o qual as tendências de roupas mudaram de exibições chamativas e caras de riqueza para exibições moderadas e subvertidas.
O mito sobre a falta de moda no que era considerado o Oriente estava relacionado ao imperialismo ocidental também frequentemente acompanhado do orientalismo, e o imperialismo europeu estava especialmente no auge no século XIX.(p10) Na época do século XIX, os europeus descreviam a China em oposição binária à Europa, descrevendo a China como "falta de moda" entre muitas outras coisas, enquanto os europeus se colocavam deliberadamente em uma posição superior quando se comparavam aos chineses (p10) bem como para outros países da Ásia: (p166)
O orientalismo latente é uma certeza inconsciente e intocável sobre o que é o Oriente, estático e unânime, separado, excêntrico, atrasado, silenciosamente diferente, sensual e passivo. Tem uma tendência ao despotismo e ao afastamento do progresso. [...] Seu progresso e valor são julgados em comparação com o Ocidente, então é o Outro. Muitos estudiosos rigorosos [...] viam o Oriente como um local que requer atenção ocidental, reconstrução e até redenção. página 166
Ideias semelhantes também foram aplicadas a outros países no leste da Ásia, na Índia e no Oriente Médio, onde a percepção da falta de moda foi associada a comentários ofensivos sobre os sistemas sociais e políticos asiáticos:(p187)
Confesso que as modas imutáveis dos turcos e de outros povos orientais não me atraem. Parece que suas modas tendem a preservar seu estúpido despotismo.

### Moda na África
Além disso, há uma longa história de moda na África Ocidental. O tecido foi usado como uma forma de moeda no comércio com os portugueses e holandeses já no século XVI, e tecidos produzidos localmente e importados europeus mais baratos foram reunidos em novos estilos para acomodar a crescente classe de elite dos africanos ocidentais. e comerciantes residentes de ouro e escravos. Havia uma tradição excepcionalmente forte de tecelagem no Império de Oió e nas áreas habitadas pelos ibos.

### A moda no mundo ocidental
O início de mudanças contínuas e cada vez mais rápidas nos estilos de roupas na Europa pode ser datado de forma bastante confiável no final dos tempos medievais. Historiadores, incluindo James Laver e Fernand Braudel, datam o início da moda ocidental em roupas em meados do século XIV, (p317)(p62) embora eles tendam a confiar fortemente em imagens contemporâneas, como ilustrado manuscritos não eram comuns antes do século XIV. A mudança inicial mais dramática na moda foi um súbito encurtamento drástico e aperto da roupa masculina de comprimento da panturrilha para mal cobrir as nádegas, às vezes acompanhada de enchimento no peito para parecer maior. Isso criou o distintivo contorno ocidental de um top sob medida usado sobre leggings ou calças.
O ritmo da mudança acelerou consideravelmente no século seguinte, e a moda feminina e masculina, especialmente no penteado, tornou-se igualmente complexa. Os historiadores da arte são, portanto, capazes de usar a moda com confiança e precisão para datar as imagens, muitas vezes dentro de cinco anos, particularmente no caso de imagens do século XV. Inicialmente, as mudanças na moda levaram a uma fragmentação nas classes altas da Europa do que antes era um estilo de vestir muito semelhante e ao subsequente desenvolvimento de estilos nacionais distintos. Esses estilos nacionais permaneceram muito diferentes até que um contra-movimento nos séculos XVII a XVIII impôs estilos semelhantes mais uma vez, principalmente originários do Antigo Regime da França. (317–324) Embora os ricos geralmente liderassem a moda, a crescente riqueza do início da Europa moderna levou a burguesia e até os camponeses a seguir as tendências à distância, mas ainda desconfortavelmente próximas das elites – um fator que Fernand Braudel considera um dos principais motores da mudança da moda. (313–315)

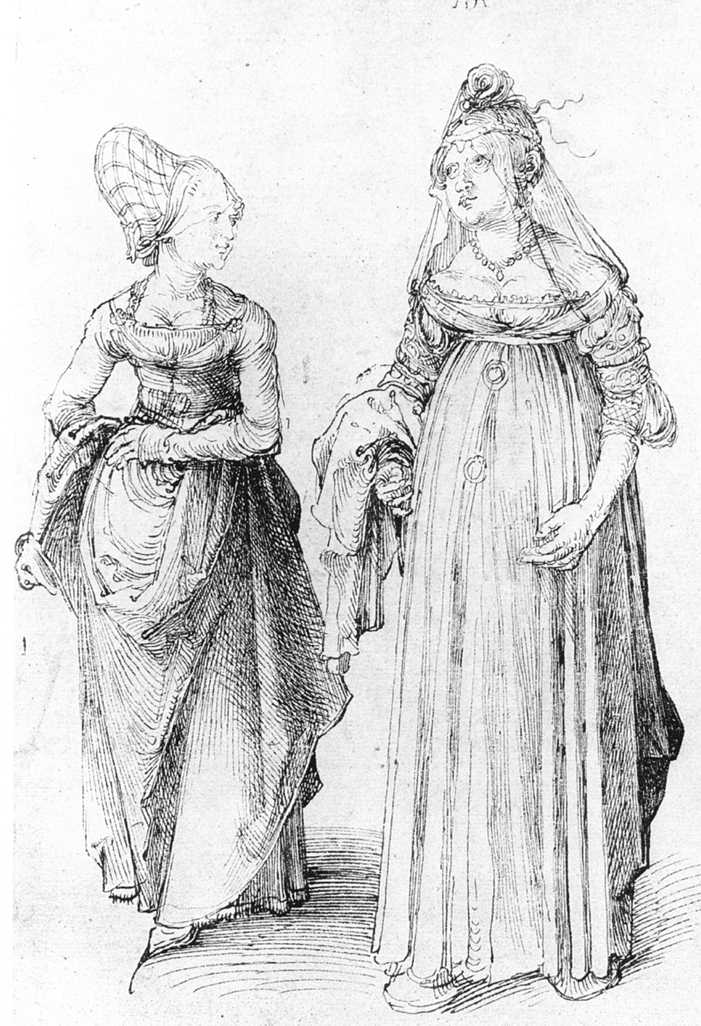
O desenho de Albrecht Dürer contrasta uma bem-acabada burguesa de Nuremberga (esquerda) com sua contraparte de Veneza. Os altos chopines da dama veneziana a fazem parecer mais alta

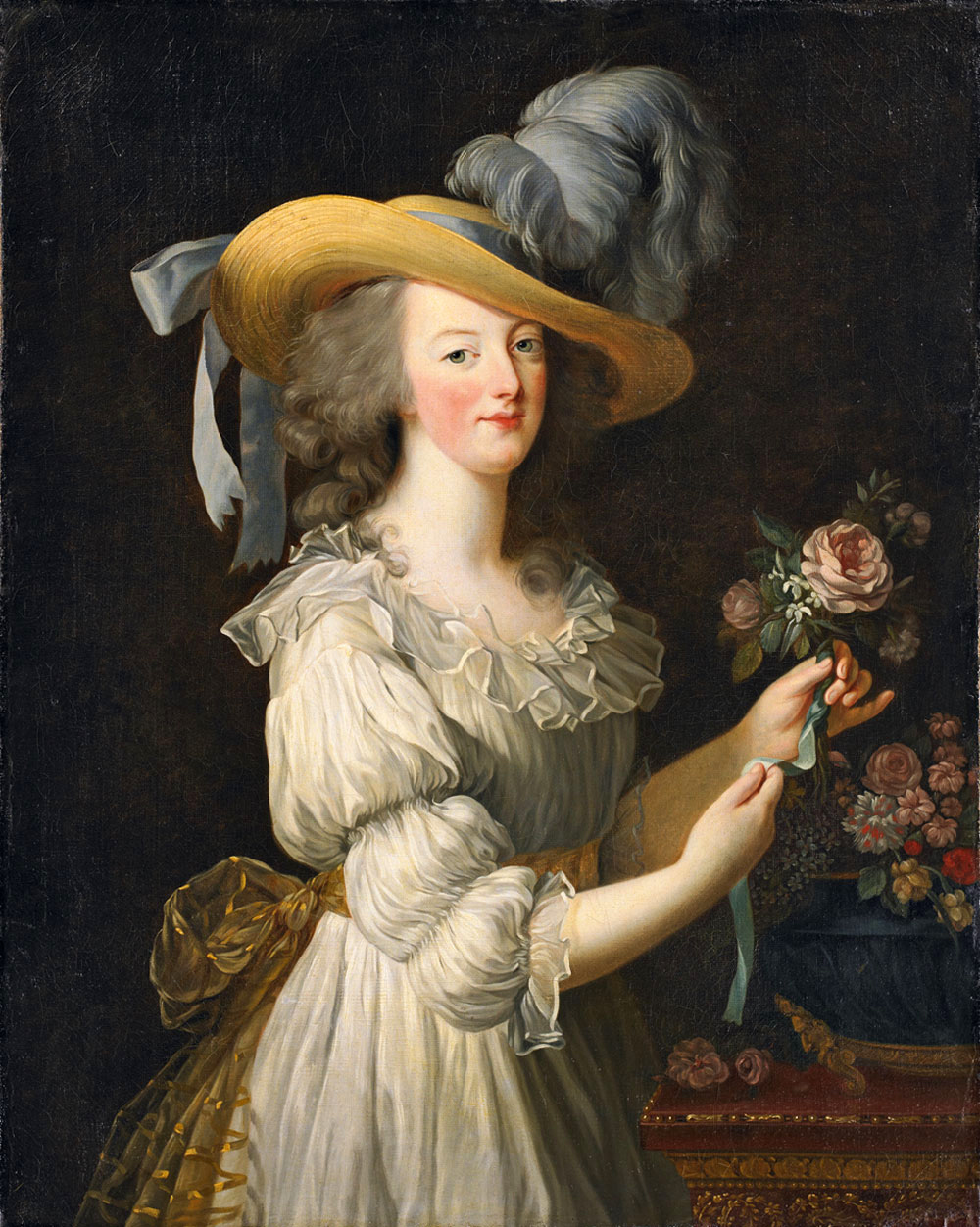
Maria Antonieta, esposa de Luís XVI, era uma líder da moda. Suas escolhas, como este vestido de musselina branca de 1783 chamado chemise a la Reine, foram altamente influentes e amplamente usados.

No século XVI, as diferenças nacionais eram mais pronunciadas. Dez retratos do século XVI de cavalheiros alemães ou italianos podem mostrar dez chapéus totalmente diferentes. Albrecht Dürer ilustrou as diferenças em seu contraste real (ou composto) das modas de Nuremberga e Veneza no final do século XV (ilustração, à direita). O "estilo espanhol" do final do século XVI iniciou o movimento de volta à sincronia entre os europeus de classe alta e, após uma luta em meados do século XVII, os estilos franceses assumiram decisivamente a liderança, um processo concluído no século XVIII. (317–321)
Embora diferentes cores e padrões têxteis mudassem de ano para ano, o corte do casaco de um cavalheiro e o comprimento de seu colete, ou o padrão no qual o vestido de uma senhora era cortado, mudavam mais lentamente. A moda masculina era derivada principalmente de modelos militares, e as mudanças na silhueta masculina europeia foram estimuladas nos teatros de guerra europeus, onde oficiais cavalheiros tiveram a oportunidade de fazer anotações de diferentes estilos, como a gravata "Steinkirk". Ambas as partes usavam camisas sob as roupas, cujo corte e estilo tiveram poucos motivos para mudar ao longo de vários séculos.
Embora houvesse distribuição de bonecas vestidas da França desde o século XVI e Abraham Bosse tivesse produzido gravuras de moda na década de 1620, o ritmo da mudança acelerou na década de 1780 com o aumento da publicação de gravuras francesas ilustrando os últimos estilos de Paris. Em 1800, todos os europeus ocidentais se vestiam da mesma maneira (ou pensavam que se vestiam); a variação local tornou-se primeiro um sinal da cultura provinciana e mais tarde uma insígnia do camponês conservador. (p317) (p62)
Embora alfaiates e costureiras tenham sido, sem dúvida, responsáveis por muitas inovações, e a indústria têxtil de fato tenha liderado muitas tendências, a história do design de moda é geralmente datada de 1858, quando o inglês Charles Frederick Worth abriu a primeira casa de alta-costura autêntica em Paris. A casa Haute foi o nome estabelecido pelo governo para as casas de moda que atendiam aos padrões da indústria. Essas casas de moda continuam a aderir a padrões como manter pelo menos vinte funcionários envolvidos na confecção das roupas, apresentar duas coleções por ano em desfiles de moda e apresentar um determinado número de padrões aos clientes. Desde então, a ideia do designer de moda como uma celebridade por direito próprio tornou-se cada vez mais dominante.
Embora a moda possa ser feminina ou masculina, outras tendências são andróginas. A ideia da vestimenta unissex surgiu na década de 1960, quando designers como Pierre Cardin e Rudi Gernreich criaram roupas, como túnicas ou leggings de jérsei elástico, destinadas a serem usadas tanto por homens quanto por mulheres. O impacto da usabilidade unissex se expandiu de forma mais ampla para abranger vários temas da moda, incluindo androginia, varejo de mercado de massa e roupas conceituais. As tendências da moda da década de 1970, como jaquetas de pele de carneiro, jaquetas de voo, casacos e roupas não estruturadas, influenciaram os homens a comparecer a reuniões sociais sem paletó e a usar acessórios de novas maneiras. Alguns estilos masculinos misturavam sensualidade e expressividade, e o crescente movimento pelos direitos dos homossexuais e a ênfase na juventude permitiram uma nova liberdade para experimentar estilos e tecidos como o crepe de lã, que antes era associado ao traje feminino.

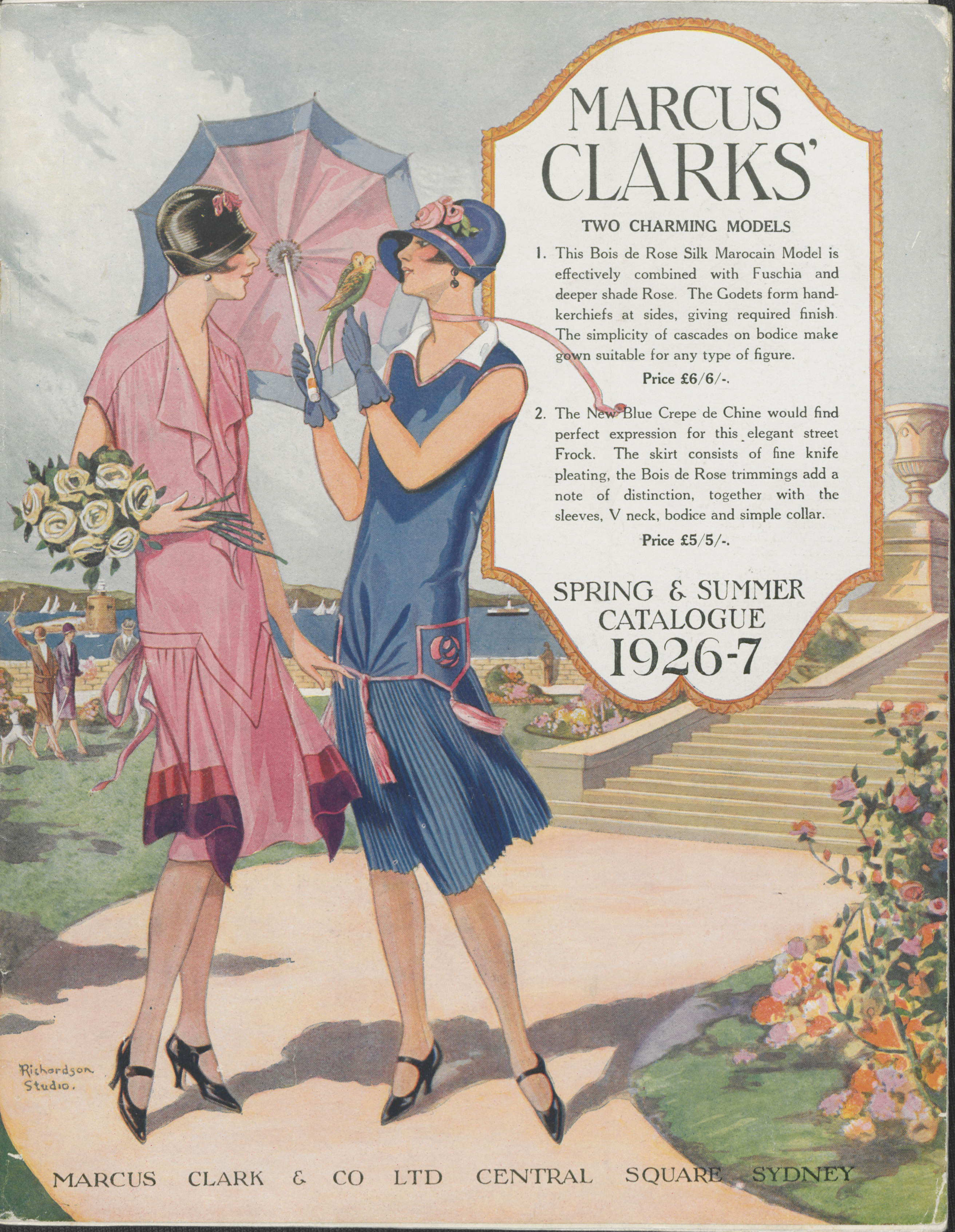
Capa do catálogo de primavera e verão da Marcus Clarks, 1926–27

As quatro principais capitais da moda atuais são reconhecidas como Nova Iorque, Paris, Milão e Londres, que são sedes das empresas de moda mais importantes e são conhecidas por sua grande influência na moda global. Semanas de moda são realizadas nessas cidades, onde estilistas exibem suas novas coleções de roupas para o público. Uma sucessão de grandes estilistas como Coco Chanel e Yves Saint-Laurent mantiveram Paris como o centro mais vigiado pelo resto do mundo, embora a alta-costura seja agora subsidiada pela venda de coleções prêt-à-porter e perfumes usando a mesma marca.
Os ocidentais modernos têm um grande número de opções na seleção de suas roupas. O que uma pessoa escolhe vestir pode refletir sua personalidade ou interesses. Quando as pessoas com alto status cultural começam a usar estilos novos ou diferentes, elas podem inspirar uma nova tendência da moda. As pessoas que gostam ou respeitam essas pessoas são influenciadas por seu estilo e começam a usar roupas de estilo semelhante.
As modas podem variar consideravelmente dentro de uma sociedade de acordo com a idade, classe social, geração, ocupação e geografia, e também podem variar ao longo do tempo. Os termos fashionista e vítima da moda referem-se a alguém que segue servilmente a moda atual.

### Influência da moda do mundo oriental

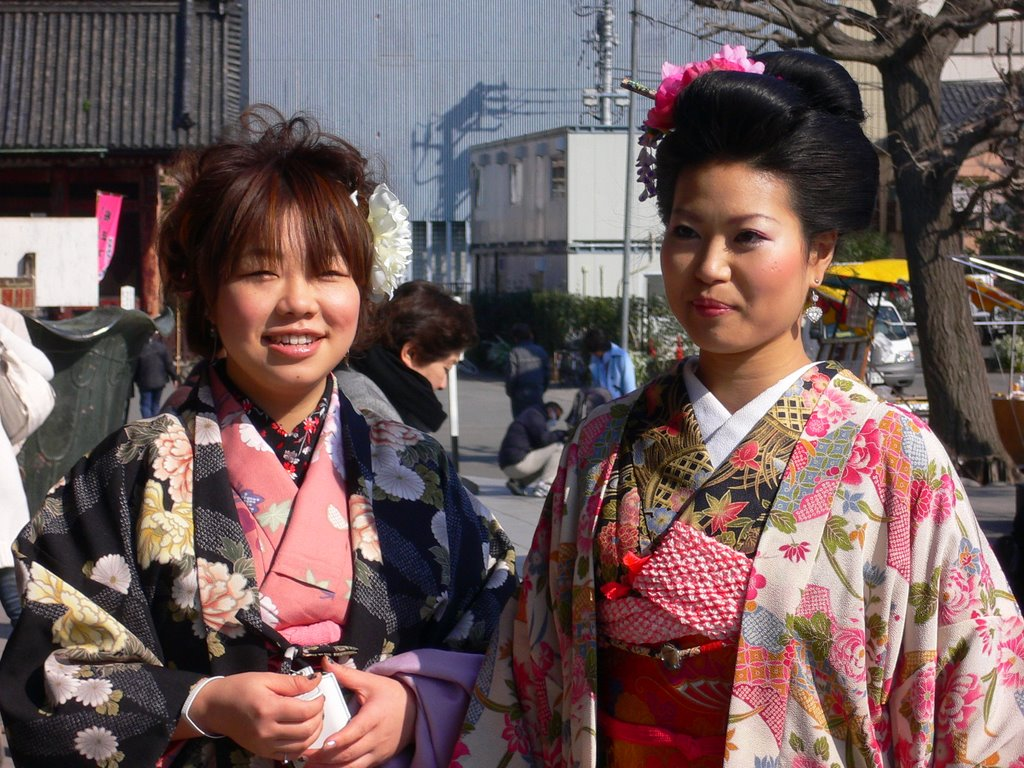
Mulheres japonesas em casamento com roupas tradicionais

No início dos anos 2000, as influências da moda asiática tornaram-se cada vez mais significativas nos mercados locais e globais. Países como China, Japão, Índia e Paquistão têm tradicionalmente grandes indústrias têxteis com várias tradições ricas; embora estes tenham sido frequentemente desenhados por designers ocidentais, os estilos de roupas asiáticas ganharam influência considerável no início e meados dos anos 2000.

## Indústria da moda

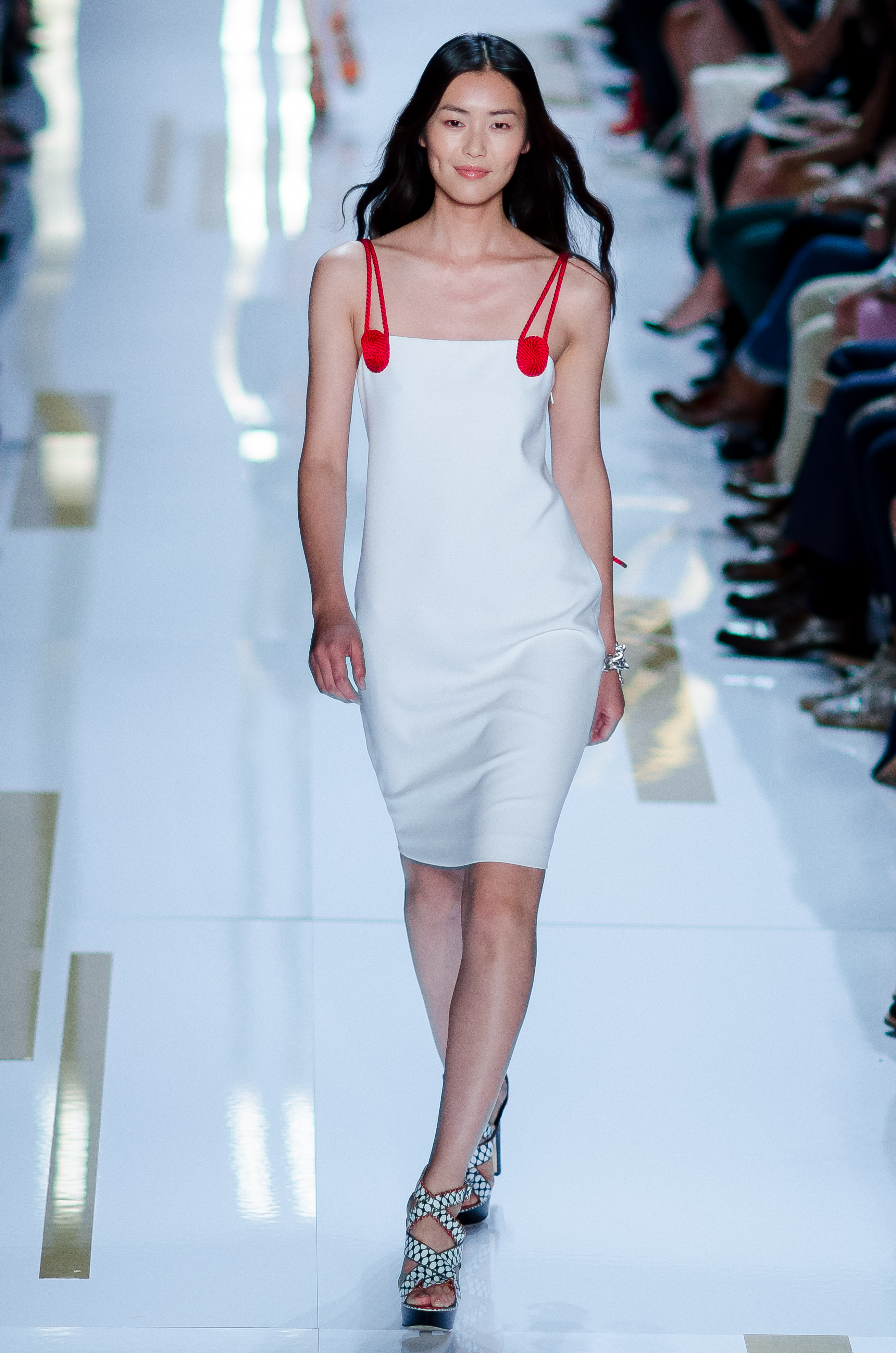
Liu Wen, supermodelo, desfila na passarela modelando modas da estilista Diane von Fürstenberg na New York Fashion Week 2013

Em seu uso mais comum, o termo moda refere-se às expressões correntes à venda pela indústria da moda. A indústria da moda global é um produto da era moderna. No mundo ocidental, a alfaiataria desde os tempos medievais tem sido controlada por guildas, mas com o surgimento do industrialismo, o poder das guildas foi minado. Antes de meados do século XIX, a maioria das roupas era feita sob medida. Foi feito à mão para indivíduos, seja como produção caseira ou sob encomenda de costureiras e alfaiates. No início do século XX, com o surgimento de novas tecnologias, como a máquina de costura, a ascensão do comércio global, o desenvolvimento do sistema fabril de produção e a proliferação de lojas de varejo, como lojas de departamentos, as roupas tornaram-se cada vez mais produzidas em massa em tamanhos padrão e vendidas a preços fixos.
Embora a indústria da moda tenha se desenvolvido primeiro na Europa e na América, é uma indústria internacional e altamente globalizada, com roupas frequentemente projetadas em um país, fabricadas em outro e vendidas em todo o mundo. Por exemplo, uma empresa de moda americana pode adquirir tecidos na China e ter as roupas fabricadas no Vietnã, finalizadas na Itália e enviadas para um depósito nos Estados Unidos para distribuição em lojas de varejo internacionalmente.
A indústria da moda tem sido por muito tempo um dos maiores empregadores nos Estados Unidos, inclusive no século XXI. No entanto, o emprego nos EUA na moda começou a diminuir consideravelmente à medida que a produção se deslocava cada vez mais para o exterior, especialmente para a China. Como os dados sobre a indústria da moda geralmente são relatados para as economias nacionais e expressos em termos de muitos setores separados da indústria, é difícil obter números agregados para a produção mundial de têxteis e vestuário. No entanto, em qualquer medida, a indústria do vestuário responde por uma parcela significativa da produção econômica mundial. A indústria da moda consiste em quatro níveis:
1. A produção de matérias-primas, principalmente fibras e têxteis, mas também couro e pelos.
2. A produção de artigos de moda por designers, fabricantes, empreiteiros e outros.
3. Vendas no varejo.
4. Várias formas de publicidade e promoção.

Os níveis de foco na indústria da moda consistem em muitos setores separados, mas interdependentes. Esses setores incluem design e produção têxtil, design e fabricação de moda, varejo de moda, marketing e merchandising, desfiles de moda e mídia e marketing. Cada setor é dedicado ao objetivo de satisfazer a demanda do consumidor por vestuário em condições que permitam aos participantes da indústria operar com lucro.